# Blountsville (Alabama)
Blountsville és una població dels Estats Units a l'estat d'Alabama. Segons el cens del 2007 tenia 1.952 habitants.

## Demografia
Segons el cens del 2000, Blountsville tenia 1.768 habitants, 743 habitatges, i 479 famílies. La densitat de població era de 125,9 habitants/km².
Dels 743 habitatges en un 29,7% hi vivien nens de menys de 18 anys, en un 47,8% hi vivien parelles casades, en un 12% dones solteres, i en un 35,5% no eren unitats familiars. En el 31,2% dels habitatges hi vivien persones soles el 16,7% de les quals corresponia a persones de 65 anys o més que vivien soles. El nombre mitjà de persones vivint en cada habitatge era de 2,38 i el nombre mitjà de persones que vivien en cada família era de 2,97.
Per edats la població es repartia de la següent manera: un 24,8% tenia menys de 18 anys, un 9,8% entre 18 i 24, un 27% entre 25 i 44, un 21,9% de 45 a 60 i un 16,5% 65 anys o més.
L'edat mediana era de 37 anys. Per cada 100 dones hi havia 95,4 homes. Per cada 100 dones de 18 o més anys hi havia 88,2 homes.
La renda mediana per habitatge era de 24.432 $ i la renda mediana per família de 34.050 $. Els homes tenien una renda mediana de 27.847 $ mentre que les dones 18.869 $. La renda per capita de la població era de 13.426 $. Aproximadament el 19,3% de les famílies i el 25,5% de la població estaven per davall del llindar de pobresa.

## Poblacions properes
El següent diagrama mostra les poblacions més properes.